# Robert Harris
Robert Dennis Harris (7 de marzo de 1957, Nottingham) es un escritor británico de novelas superventas. Habiendo sido reportero y periodista de la BBC, se ha especializado en thrillers históricos destacados por sus logros literarios. Sus libros han sido traducidos a una treintena de idiomas.

## Primeros años
Harris pasó su infancia en una pequeña casa alquilada en un bloque del consejo de Nottingham. Su ambición de convertirse en escritor surgió a temprana edad, a partir de visitas a la planta impresora local donde su padre trabajaba. Harris estudió en la escuela superior Belvoir High School, Bottesford, y luego en la escuela King Edward de Melton Mowbray, donde se bautizó una sala con su nombre. Allí escribió obras y editó la revista de la escuela. Estudió literatura inglesa en el Selwyn College de Cambridge, donde fue presidente de la Cambridge Union y editor del periódico estudiantil Varsity.

## Trayectoria
Después de salir de Cambridge, Harris trabajó como reportero de la BBC, y trabajó en programas de noticias y asuntos de actualidad tales como Panorama y Newsnight. En 1987, a los treinta años de edad, se convirtió en editor político de The Observer. Más tarde escribió columnas regularmente para The Sunday Times y The Daily Telegraph.

### No ficción (1982-1990)
Inició su carrera como escritor con libros de no ficción. Su primer libro apareció en 1982. A Higher Form Of Killing, un estudio sobre la guerra química y biológica, fue escrito con un compañero y amigo periodista de la BBC, Jeremy Paxman. Le siguieron otras obras de no ficción: Gotcha, the Media, the Government and the Falklands Crisis (1983), The Making of Neil Kinnock (1984), Selling Hitler (1986), una investigación del escándalo de los Diarios de Hitler, y Good and Faithful Servant (1990), un estudio de Bernard Ingham, secretario de prensa de Margaret Thatcher.

### Primera ficción histórica y éxito de público (1992-1999)
La primera novela superventas de Harris fue Patria (Fatherland) en 1992, una historia alternativa ambientada en un mundo en el que Alemania había ganado la Segunda Guerra Mundial, que obtuvo un gran éxito de crítica y público,[cita requerida] lo que le permitió dedicarse plenamente a ser novelista.
En 1995 publicó su segunda novela Enigma, en la que se basóla película homónima del 2001. Esta novela se inspiró en hechos acontecidos durante la Segunda Guerra Mundial, en especial en la máquina criptográfica enigma que los alemanes llevaban en sus submarinos.
En 1998 publicó El hijo de Stalin, que se adaptó a una miniserie de 2006 protagonizada por el actor Daniel Craig.

### Ficción romana (de 2003 en adelante)
En 2003 Harris fijó su atención en la Antigua Roma con su aclamada Pompeya, inspirada en la erupción del Vesubio, que iba a ser llevada al cine por Roman Polanski, protagonizada por Orlando Bloom y Scarlett Johansson. Un aplazamiento de las fechas previstas para el rodaje causó la renuncia tanto de los actores como del director en septiembre de 2007.
Le siguió, en el año 2006, la primera novela de una trilogía: Imperium centrada en la vida del gran orador romano Cicerón. En esta novela se cuenta parte de la biografía de Cicerón, centrándose en el caso del gobernador de Sicilia, Cayo Verres, y cómo logra el consulado.

### Ficción política contemporánea
En 2007 dimitió el primer ministro británico, Tony Blair. Harris, un antiguo editor político de Fleet Street, dejó el resto de su trabajo para escribir El poder en la sombra. El título original, The Ghost, el fantasma, se refiere tanto a un «negro» profesional (ghost-writer en inglés), cuyo largo memorándum forma la novela, y a su inmediato predecesor quien, al empezar el relato, se ahoga en circunstancias truculentas y misteriosas, mientras estaba trabajando como «negro» escribiendo la autobiografía de un primer ministro recientemente derribado. Este último es un tal Adam Lang, una versión escasamente disimulada de Blair. La contrapartida en la ficción de Cherie Blair está representada como una siniestra manipuladora de su marido. Tan sorprendentes son las acusaciones implícitas del roman à clef que, de haber implicado a una figura de menos relevancia y a un novelista menos destacado que Harris, las leyes antilibelo del Reino Unido podían haber hecho impublicable la novela. Harris dijo a The Guardian antes de su publicación: «El día en que este libro se publique, un mandato judicial podría cruzar la puerta. Pero lo dudo, conociéndolo.» El thriller adquiere un atractivo añadido por el hecho de que Harris fue anteriormente un entusiasta partidario de Blair y donante de fondos al Nuevo Laborismo.
Harris dijo en una entrevista ante la National Public Radio de los Estados Unidos que los políticos como Lang y Blair, particularmente cuando han desempeñado el cargo tanto tiempo, se apartan de la realidad cotidiana, leen poco y acaban con una perspectiva general bastante limitada. Cuando llega el momento de escribir sus memorias, todos ellos tienden por tanto a necesitar un «negro» que las escriba.
Harris apuntó a una tercera alusión, bastante menos obvia, escondida en el título de la novela, y, más significativamente, a un posible motivo para haber escrito el libro en primer lugar. Blair, dice, fue de hecho un «negro» del Presidente Bush cuando dio públicamente razones para invadir Irak: defendió el caso mejor que el propio presidente.
El New York Observer, encabezando su por otro lado hostil crítica The Blair Snitch Project, comentó que la «horrible revelación» del libro era «tan escandalosa que simplemente no podía ser cierta, aunque si lo fuera explicaría ciertamente bastante bien muchas cosas de la reciente historia de Gran Bretaña».
Roman Polanski originalmente pensó en Nicolas Cage y Pierce Brosnan para hacer la versión cinematográfica de The Ghost, pero finalmente hizo la película con Brosnan como ex primer ministro y Ewan McGregor como el ghost writer.

### Apariciones en televisión
Harris ha aparecido en el juego satírico de la BBC Have I Got News for You en el episodio tres de la primera serie en 1990, y en el episodio cuatro de la segunda temporada un año después. En el primero apareció como reemplazo en el último minuto del político Roy Hattersley. Hizo una tercera aparición en el programa del 12 de octubre de 2007, diecisiete años justos después de su primera aparición. Puesto que entre su segunda y tercera aparición habían pasado casi 16 años, Harris tiene la distinción del mayor período entre dos apariciones sucesivas en la historia del espectáculo.

## Vida privada
Harris vive en una vicaría de Berkshire, con su esposa Gill Hornby, ella misma es escritora y hermana del escritor de novelas superventas Nick Hornby. Tienen cuatro hijos: Holly, Charlie, Matilda y Sam.

### Ficción
- Fatherland (1992): Patria, publicada en 1993 por Ediciones B, S.A. ISBN 84-406-3319-X y nuevamente en 1996 ISBN 84-406-6184-3; en 2004 por Nuevas Ediciones de Bolsillo ISBN 84-9793-405-9
- Enigma (1995): Enigma, publicada en 1996 por Plaza & Janés Editores, S.A. ISBN 84-01-32667-2 y nuevamente en 1997 ISBN 84-01-46154-5; en 2003 por Nuevas Ediciones de Bolsillo ISBN 84-9759-149-6
- Archangel (1999): El hijo de Stalin, publicada por Plaza & Janés Editores, S.A. en 1999 dos veces (ISBN 84-01-01267-8 y ISBN 84-01-32771-7); en 2000 por Nuevas Ediciones de Bolsillo ISBN 84-8450-176-0 y por Círculo de Lectores, S.A. ISBN 84-226-8141-2; en 2006 por Nuevas Ediciones de Bolsillo ISBN 84-9793-833-X
- Pompeii (2003): Pompeya, publicada en 2004 por Grijalbo ISBN 84-253-3888-3; en 2005 por Círculo de Lectores, S.A. ISBN 84-672-0936-4 y por Nuevas Ediciones de Bolsillo ISBN 84-9793-753-8
- The Ghost (2007): El poder en la sombra, publicada en 2008 por Grijalbo.
- The Fear Index (2011): El índice del miedo, publicada en 2011 por Grijalbo.
- An Officer and a Spy (2013)
- Conclave (2016): Cónclave, publicada en 2017 por Grijalbo.
- Munich (2017): Múnich, publicada en 2018 por Grijalbo.
- The second sleep (2019): El despertar de la herejía, publicada en 2021 por Grijalbo.
- V2 (2020): V2, publicada en 2024 por Grijalbo.
- Act of Oblivion (2022)

#### Trilogía de Cicerón
- Imperium (2006): Imperium, publicada en España en 2007 por Grijalbo. ISBN 978-84-253-4142-7
- Conspiracy (2009): Conspiración, publicada en España en 2009 por Grijalbo. ISBN 9788425344213
- Dictator (2015): Cicerón 3. Dictator, publicada en España en 2016 por Grijalbo. ISBN 9788425354458

### No ficción
- A Higher Form of Killing: Secret Story of Gas and Germ Warfare («Una forma superior de matar: la historia secreta del gas y de la guerra bacteriológica», 1982 con Jeremy Paxman)
- Gotcha! The Government, the Media and the Falklands Crisis («¡Te pillé! El gobierno, los medios de comunicación y la crisis de las Malvinas», 1983)
- The Making of Neil Kinnock («La fabricación de Neil Kinnock», 1984)
- Selling Hitler: Story of the Hitler Diaries (1986): Vender a Hitler: la mayor estafa editorial de la historia: el escándalo de los diarios de Hitler, publicada en 2020 por Es Pop Ediciones.
- Good and Faithful Servant: Unauthorized Biography of Bernard Ingham («Un buen y leal servidor: biografía no autorizada de Bernard Ingham», 1990)